# Олосунде, Мэттью
Мэттью Олавале Олосунде (англ. Matthew Olawale Olosunde; родился 7 марта 1998 года в Филадельфия, штат Пенсильвания, США) — американский футболист, защитник валлийского клуба «Нью-Сейнтс».

## Клубная карьера
Олосунде — воспитанник клуба «Нью-Йорк Ред Буллз». В 2014 году он один раз сыграл за резервную команду «быков». В начале 2016 года Мэттью подписал контракт с английским «Манчестер Юнайтед». Для получения игровой практики он выступал за молодёжные и юношеские составы клуба. В 2017 году Олосунде был включён в заявку основной команды на матчи против лондонских «Арсенала» и «Тоттенхэм Хотспур».
В июне 2019 года «Манчестер Юнайтед» не стал продлевать контракт с Олосунде.
5 июля 2019 года Олосунде подписал двухлетний контракт с «Ротерхэм Юнайтед».
7 июня 2021 года было объявлено, что он отклонил предложение о новом контракте и покинет клуб.
30 июня 2021 года было объявлено, что Олосунде подписал двухлетний контракт с клубом «Престон Норт Энд». В свой первый сезон за клуб Олосунде сыграл всего в 2 матчах, после того как большую часть сезона страдал от травм ахиллова сухожилия и паха.
16 февраля 2024 года подписал годичный контракт с клубом валлийской Премьер-лиги «Нью-Сейнтс».

## Международная карьера
В 2015 года Олосунде в составе юношеской сборной США принял участие в юношеском чемпионате мира в Чили. На турнире он сыграл в матче против команды Нигерии.
29 мая 2018 года в товарищеском матче против сборной Боливии Олосунде дебютировал за сборную США, заменив во втором тайме Эрика Лихая.